# Пуляне
Пуляне (хорв. Puljane) — населений пункт у Хорватії, в Шибеницько-Книнській жупанії у складі громади Промина.

## Населення
Населення за даними перепису 2011 року становило 52 осіб.
Динаміка чисельності населення поселення:

## Клімат
Середня річна температура становить 13,69 °C, середня максимальна – 28,82 °C, а середня мінімальна – -1,30 °C. Середня річна кількість опадів – 864 мм.
| Клімат поселення                              | Клімат поселення | Клімат поселення | Клімат поселення | Клімат поселення | Клімат поселення | Клімат поселення | Клімат поселення | Клімат поселення | Клімат поселення | Клімат поселення | Клімат поселення | Клімат поселення | Клімат поселення |
| Показник                                      | Січ.             | Лют.             | Бер.             | Квіт.            | Трав.            | Черв.            | Лип.             | Серп.            | Вер.             | Жовт.            | Лист.            | Груд.            |                  |
| Середній максимум, °C                         | 10,45            | 11,41            | 14,41            | 17,86            | 22,67            | 26,52            | 28,82            | 28,41            | 23,88            | 19,12            | 13,76            | 10,58            |                  |
| Середня температура, °C                       | 4,57             | 5,54             | 8,55             | 11,99            | 16,80            | 20,66            | 24,10            | 23,69            | 19,15            | 14,39            | 9,03             | 5,86             |                  |
| Середній мінімум, °C                          | −1,3             | −0,34            | 2,68             | 6,12             | 10,93            | 14,78            | 19,36            | 18,95            | 14,40            | 9,66             | 4,29             | 1,13             |                  |
| Норма опадів, мм                              | 72               | 65               | 70               | 77               | 63               | 62               | 39               | 52               | 82               | 91               | 104              | 87               |                  |
| Середньомісячна швидкість вітру, м/с          | 1.74             | 1.94             | 2.21             | 2.18             | 1.94             | 1.74             | 1.77             | 1.60             | 1.65             | 1.66             | 1.96             | 1.93             |                  |
| Середньомісячна сонячна радіація, кДж/м²·день | 5232             | 7968             | 11615            | 16207            | 20290            | 22691            | 24442            | 21361            | 15919            | 10188            | 5669             | 4479             |                  |
| --------------------------------------------- | ---------------- | ---------------- | ---------------- | ---------------- | ---------------- | ---------------- | ---------------- | ---------------- | ---------------- | ---------------- | ---------------- | ---------------- | ---------------- |
| Джерело:                                      |                  |                  |                  |                  |                  |                  |                  |                  |                  |                  |                  |                  |                  |